# Мелибиоза
Мелибио́за — органическое соединение, дисахарид, образованный с помощью α(1 → 6) гликозидными связями, между остатками D-галактозы и D-глюкозы (D-Гал-α(1 → 6)-D-Глю). Как и многие дисахариды, мелибиоза имеет кристаллическое строение, хорошо растворима в воде. Получается при гидролизе трисахарида рафинозы, от которой также отщепляется фруктоза. Гидролизуется с помощью фермента α-галактозидазы.
Мелибиоза относится к восстанавливающим дисахаридам.
В природе встречается в свободной форме. Содержится в мальве, кофейных бобах, картофеле и других растениях. В небольших количествах обнаружена в составе маточного молочка и меда. Мелибиоза не сладкая на вкус, сладость мелибиозы составляет 0,3, для сравнения сладость сахарозы 1.